# Pan Nikdo a bílá tma
Pan Nikdo a bílá tma je první dětská kniha autorky Dory Kaprálové, určená dětem od 8 let. Kniha vypráví lehce hororový příběh, který je doplněn o ilustrace Darji Čančíkové. Kniha vyšla roku 2022 v nakladatelství Baobab a následně byla roku 2023 nominována na Zlatou stuhu.

## Děj
Příběh pojednává o strachu a jeho překonání. Maminka s dcerami Isou a Lízou se vrací domů po příjemném odpoledni stráveném venku. Doma je měl vítat tatínek, který byl na služební cestě, ale při návratu domů tam na ně nikdo nečeká. Postupně se všechny tři postavy začnou o tatínka strachovat, čemuž napomáhá bouřlivé venkovní počasí a schylující se tma. V celém městě vypadne elektrika a v tu chvíli někdo zaklepe. Maminka jde otevřít, ale místo tatínka před dveřmi stojí pan Nikdo. „Obrovský muž s popelavou tváří, nijakým výrazem v obličeji a šedým kloboukem na hlavě se bez pozvání usadí v kuchyni a svým „divným, přiškrceným hlasem“ začne vést zlé a posměšné řeči. Maminka si ze strachu společně s dcerami začne vymýšlet lži, aby pana Nikdo a možná i sebe přesvědčili, že tatínek je doma a pan Nikdo by se ho měl bát. Lži jim však prokoukne a postupně se zvyšujícím se strachem všech 3 protagonistek se sám rozšiřuje a zvětšuje. Pan Nikdo se snaží svými slovy, chováním a pliváním zkažených zubů vyvolat strach. Nejdříve to funguje a jejich obavy jsou veliké, ale pak Líza získá kuráž a začne vykřikovat: „Nebojím se! Nebojím se vás pane Nikdo!“ pan Nikdo se začne postupně zmenšovat a k Líze se přidají maminka i sestra Isa až nakonec pan nikdo zmizí a zbude po něm jen bílá tma. A v tu chvíli uslyší klíče ve dveřích a tatínek přichází domů.

## Přijetí díla
Kniha se dočkala nominace do Zlaté stuhy 2023, kde se ilustrátorka Darja Čančíková dostala mezi finalisty cen Czech design.
Jitka Nešporová v recenzi nazvala knihu „vytříbenou prozaickou miniaturou“ a ocenila autenticky formulované dialogy postavy a schopnost zachytit detaily každodenního života. Dále se zmiňuje o autorčině schopnosti vylíčit věrohodnost příběhu a stupňování napětí. Nešporová se zamýšlí nad tónem knihy: „Tón knihy je někdy až teatrální, autorka pracuje s celou škálou jazykového rejstříku.“ Recenzentka upozornila také na situaci, v níž byla kniha napsána: „Vezměme nakonec v potaz i časový kontext, kdy tento ‚dětský horor‘ Dora Kaprálová psala: 17.10.2020 ve Strmilově, tedy v „době covidové“ a pár dnů před smrtí svého tatínka, básníka Zeno Kaprála.“
Petr Nagy v knize vychvaluje barvité vykreslení prostředí a působivá evokace hororové atmosféry. Recenze se také zaměřuje cílovou skupinou, pro kterou byla kniha napsána. Nagy zde poukazuje na způsob zprostředkování děje, který má hodně blízko k poezii, a tak není zacíleno na běžného dětského čtenáře. „Což samozřejmě neznamená, že si knížka s názvem Pan Nikdo a bílá tma nenajde své publikum a že by psaní pro děti nemohlo natrvalo rozšířit autorčino literární hájemství,“ uvádí Nagy.